# Naspers
Naspers (JSE: NPN) — южно-африканская медиагруппа и интернет-компания. Штаб-квартира — в Кейптауне. Naspers работает в сфере печатных и электронных средств массовой информации и интернет-технологий. Кроме Южной Африки компания ведёт свою деятельность в странах Азии, Европы и Северной Америки. Основана в 1915 году под названием De Nationale Pers Beperkt.

## Деятельность
Капитализация компании на бирже Йоханнесбурга на сентябрь 2006 года составляла $5,66 млрд. По данным Hoover’s, выручка компании за финансовый год, закончившийся в марте 2005 года, составила $2,2 млрд. По итогам 2020 года выручка Naspers превысила $22 млрд.

### Prosus
В 2019 году Naspers разместила свои международные интернет-активы (PayU, ibibo, Multiply, Buscapé, Movile, AutoTraderZA, Property24, SimilarWeb, Авито, OLX, eMAG:, Takealot.com) на бирже Euronext Amsterdam через компанию Prosus, которая стала крупнейшей в Европе интернет-компанией. 
Также через Prosus владеет пакетом акций в Tencent (25 % на 2024 год), Mail.Ru Group (28 %)[уточнить] и Delivery Hero (21 %).

### Naspers в России
В сентябре 2006 года были обнародованы планы Naspers купить в России блокирующий пакет компании, контролирующей газеты «Труд» и «Аргументы и факты».
В начале 2007 года Naspers Limited за $165 млн приобрела 30 % интернет-портала Mail.ru у российской компании Port.ru.
20 августа 2015 года компания, являясь владельцем контрольного пакета акций проекта Molotok.ru, объявила о его закрытии.
15 декабря 2015 года компания завершила сделку по покупке 50,5 % Авито. Сумма сделки составила $1,2 млрд. Naspers увеличила долю в Авито с 17,4 % до 67,9 %. 25 января 2019 года компания докупила 29 % акций Авито. Сумма сделки составила $1,16 млрд. Таким образом Naspers стала владеть 96,9 % акций Авито. В мае 2022 подразделение южноафриканского холдинга Naspers - Prosus приняло решение прекратить участие в операциях в России, и начало поиск покупателя на российский сервис объявлений Avito, а в октябре 2022 года владельцем сервиса Авито стала Kismet Capital Group Ивана Таврина.

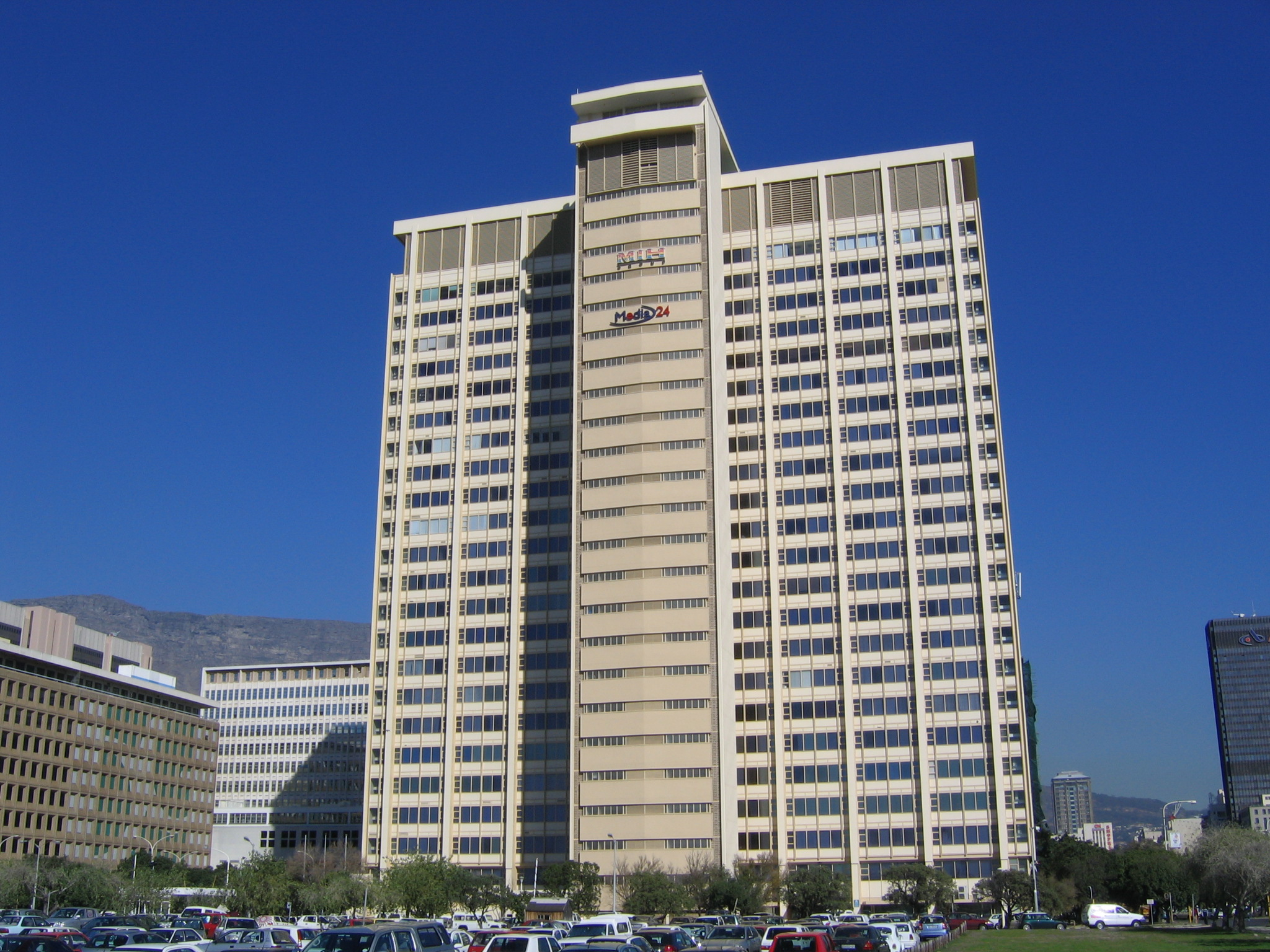
Здание Naspers в Кейптауне

## Печатные СМИ и интернет-сервисы
- Huisgenoot
- Drum
- YOU
- Weg!
- FINWEEK
- Sarie
- Fair Lady
- Woman's Value
- DIT
- True Love Magazine
- True Love Babe
- Maxpower
- My Week
- InStyle
- TOPbike
- Men's Health (в ЮАР)
- Shape (в ЮАР)
- Fit Pregnancy (в ЮАР)
- Runner's World (в ЮАР)
- South African Sports Illustrated
- Golf Digest (в ЮАР)
- Kick Off
- Drive Out

- Rapport
- Beeld
- City Press
- Daily Sun
- Die Burger
- The Witness
- Volksblad

- Avito.ru
- Allegro
- Slando[8]
- OLX
- RIA.UA[9]
- News24

- Ancestry24
- Fin24
- Property24
- GoTravel24.com
- Women24
- Health24
- Wheels24
- 24.com
- Food24
- MWEB
- QQ
- MediaZone.com
- Gadu Gadu
- LIVECHAT Software
- Mail.ru
- ibibo.com (Индия)
- Bixee.com (Индия)
- ACL Wireless (Индия)
- Mxit Lifestyle (ЮАР)
- BuzzCity (Сингапур)
- Sanook (Таиланд)
- Tradus (Великобритания & Швейцария)
- Nimbuzz (Нидерланды)
- Vatera (Венгрия)
- qxl.no